# Archosauria
Archosauria су поткласа амниота који имају диапсидну лобању. Једини данашњи представници су крокодили и птице, док су сви остали редови изумрли:
- реду Tecodontia припадају парапреци птица из супфамилије Pseudosuchia
- редови Saurischia и Ornithischia познати под заједничким називом диносауруси (Dinosauria), највећи копнени кичмењаци који су икада живели на Земљи;
- ред Pterosauria чији су представници могли да лете и били су највећи организми са способношћу летења (распон крила до 16 m)